# José Manuel García-Díe i Miralles de Imperial
José Manuel García-Die i Miralles de Imperial (Barcelona, 1 de juny de 1916 - 8 de novembre de 1990) va ser un sacerdot catòlic. Entre 1971 i 1978 fou el rector del Seminari Menor de Barcelona.

## Biografia
Era fill d'Agustín García-Díe i Andreu, eminent metge barcelonès (entre altres, va atendre als bisbes de Barcelona, Josep Miralles i Sbert, Manuel Irurita Almandoz i Gregorio Modrego Casaus), que va ser distingit amb el títol de "Gentilhome de Sa Santedat", i de María Luisa Miralles d'Imperial i Arnús i nebot de Clemente Miralles d'Imperial i Jiménez de Frontín (Elx, 1850 - Barcelona, 1925), benefactora que el 1883 va promoure el barri de Benalua d'Alacant.
Eren els García-Díe una família profundament catòlica i vinculats també al moviment tradicionalista. El pare era amic de Manuel Fal Conde. Els Miralles d'Imperial, per la seva banda, eren familiars del II Comte de Gamazo i tenien alguns membres a l'Orde Sobirà i Militar de Malta. El juliol de 1936, a l'esclatar la Guerra Civil, la família ha d'exiliar-se a França i després passaren a Navarra i al País Basc. A Pamplona José Manuel s'incorpora voluntari a les milícies del Requetè, sent destinat posteriorment a un regiment d'intanferia. Com a soldat passa per diverses fronteres fins que el febrer de 1938, a la batalla de Terol, sofreix greus congelacions i és retirat de primera línia.
El 1939, en tornar a Barcelona, José Manuel ingressa al Seminari Conciliar de Barcelona. El 1941 rep l'orde de subdiaque, i finalment el 1942 és ordenat sacerdot. Els seus primers llocs són la Basílica de Santa Maria del Mar i la Parroquia de Santa Anna de Barcelona. El 1950 és nomenat director del centre de Protecció de Menors de Barcelona (Institut Ramon Albó) i prior de la "Germandat Valenciana de Barcelona" entre els anys 50 i 70. El 1971 és nomenat rector del Seminari Menor de Barcelona, situat a La Conreria (Tiana). El 1978 sol·licita el relleu per problemes de salut i és destinat com a confessor a la parròquia de la Basílica de la Puríssima Concepció de Barcelona, situat molt a prop del seu domicili. Es jubila prematurament a causa d'una greu malaltia cardíaca, fins que mor el 8 de novembre de 1990. Va ser un sacerdot molt popular entre els nois i adolescents, especialment recordat pels que van passar per La Conreria durant la seva etapa de rector.
Un dels seus germans, Antonio García-Díe, va ser catedràtic d'Història de la Medicina i cap del servei de cirurgia de l'Hospital del Sagrat Cor de Barcelona. Un altre d'ells, Jordi Maria García-Díe i Miralles de Imperial, va ser sacerdot, director de Càritas Diocesana de Barcelona i rector de la Basílica de la Mercè i de la Parròquia Major de Santa Anna. Un tercer germà, Agustín García-Díe i Miralles de Imperial, va ser capità d'infanteria i el 1951 va ser nomenat cap dels Mossos d'Esquadra.